# Tsugaru (mouilleur de mines)
Pour les articles homonymes, voir Tsugaru (homonymie).
Le Tsugaru (津軽) est un mouilleur de mines en service dans la marine impériale japonaise pendant Seconde Guerre mondiale.
Il est nommé d'après la péninsule de Tsugaru dans le nord-ouest de la préfecture d'Aomori, au Japon. Il est mis en service peu avant le début de la Seconde Guerre mondiale avant d'être coulé par un sous-marin américain en juin 1944.

## Construction
Dans le cadre du budget supplémentaire d'expansion navale Maru-3 de 1937, un nouveau mouilleur de mines de gros tonnage incorporant des améliorations de conception réalisées grâce à l'expérience opérationnelle du Okinoshima a été financé. En plus d'une capacité de transport de 600 mines navales de type 6, le nouveau navire est équipé d'une catapulte et d'un hydravion reconnaissance Kawanishi E7K. Physiquement très similaire à l'Okinoshima en termes de taille, d'apparence et de disposition, son armement principal est modifié en quatre canons de 12,7 cm/40 Type 89, destinés lui donner de meilleures capacités AA que son prédécesseur.
Le Tsugaru est lancé par l'arsenal naval de Yokosuka le 5 juin 1940 et mis en service le 22 octobre 1941.

## Historique
Après sa mise en service, le Tsugaru est affecté à la 19e « Mine Division » de l’amiral Kiyohide Shima, incorporé dans la 4e flotte de l'amiral Shigeyoshi Inoue, déployée depuis Saipan. Au moment de l'attaque de Pearl Harbor en décembre 1941, le Tsugaru est chargé de soutenir l'invasion de Guam. À la suite du succès de cette mission, il est déployé en janvier 1942 à partir de Jaluit en compagnie de l'Okinoshima, sous le commandement général de l'amiral Sadamichi Kajioka pour participer à l'opération R (invasion de Rabaul et Kavieng).
Le 5 mars, les deux mouilleurs de mines participent à l'opération SR (invasion de Lae et Salamaua en Nouvelle-Guinée) sous le commandement général de l'amiral Kuninori Marumo (en). Le 10 mars, la force d'invasion est attaquée par 90 avions des porte-avions USS Yorktown et USS Lexington de la marine américaine, le Tsugaru subissant de légers dégâts.
Le 4 mai, le Tsugaru est affecté à la force d'invasion de Tulagi de l'amiral Shima, qui fait partie de l'opération Mo (invasion de Tulagi et de Port Moresby en Nouvelle-Guinée). Cependant, les plans d'invasion seront annulés après la bataille de la mer de Corail. Il est alors et affecté à l'opération RY (invasion de Nauru et Banaba). Mais cette opération sera également annulée après la perte de l'Okinoshima le 12 mai 1942. Tsugaru était stationné à Rabaul .

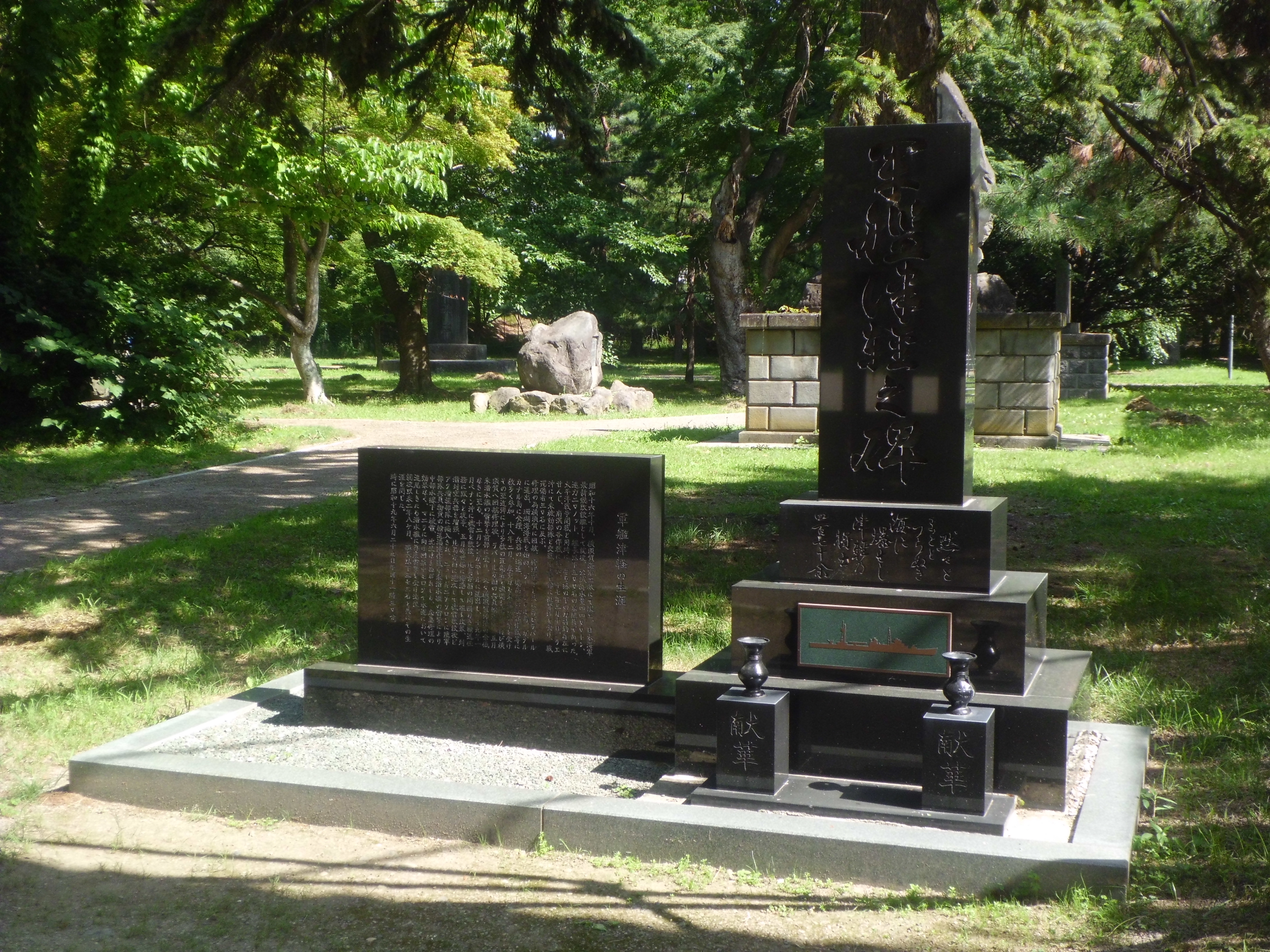
Mémorial en l'honneur de l'équipage du navire à Hirosaki, au Japon.

Dorénavant stationné à Rabaul, le Tsugaru est réaffecté le 14 juillet à la 8e flotte de l’amiral Gunichi Mikawa pour soutenir l'opération RI (invasion de Buna en Nouvelle-Guinée). Par la suite, en août et septembre, il est déployé pour des missions de fourniture de renforts et d'équipement à Guadalcanal, au cours duquel il est touché par les bombes des bombardiers B-17 Flying Fortress de l'USAAF le 3 septembre. Son équipage déplore 14 tués et 30 blessés. Après les réparations, il continue ses missions de transport vers Guadalcanal, l'île Shortland, la Nouvelle-Géorgie et l'île Santa Isabel, dans les Salomon, jusqu'à la fin de février 1943.
De mars à mai 1943, le Tsugaru subit des réparations et un radoub à l'arsenal naval de Yokosuka, retournant à Rabaul début août. Cependant, durant son transit le 5 août, il est attaqué par torpillage par l'USS Silversides. Les dégâts justifies un retour immédiat à Truk pour des réparations d'urgence, avant un retour à Yokosuka à la mi-septembre, où il stationne jusqu'à la fin de l'année.
Le 1er décembre 1943, le Tsugaru est réaffecté à la 3e flotte expéditionnaire du Sud. Le 24 mars 1944, il est déployé depuis Palau pour mouiller le détroit de Balabac aux Philippines, après un stationnement à Balikpapan (Bornéo). L'une de ses missions de mouillage de mines est crédité du naufrage de l'USS Robalo en juillet 1944. Le 31 mai, le Tsugaru est affecté à l'opération KON, transportant des renforts de Zamboanga à Mindanao dans le but de contrer les débarquements américains. Le 21 juin, après avoir quitté Sorong, en Nouvelle-Guinée pour l'île d'Halmahera, il est torpillé par le sous-marin de la marine royale néerlandaise HNLMS K XIV, lui causant de graves dommages. Après des réparations temporaires, alors qu'il tente de rejoindre Manille, il est localisé au large de Biak le 29 juin par l'USS Darter, qui lui tire une série complète de six torpilles. Deux touchent le navire japonais qui coule moins de 25 minutes plus tard à la position 2° 19′ N, 127° 57′ E. Cette attaque provoque la perte de la plupart de son équipage, y compris son commandant, le capitaine Nakatsu.
Le Tsugaru est rayé des listes de la marine le 10 août 1944.